# Agrochola trapezoides
Agrochola trapezoides är en fjärilsart som beskrevs av Otto Staudinger 1882. Agrochola trapezoides ingår i släktet Agrochola och familjen nattflyn. Inga underarter finns listade i Catalogue of Life.